# Polaron

Schematische weergave van een polaron

Een polaron is een quasideeltje dat bestaat uit een elektron en zijn bijbehorende polarisatieveld. In een diëlektrisch kristal kan men polaronen zien als elektronen met een wolk van fononen om zich heen. Polaronen spelen een belangrijke rol in de vastestoffysica.
Er zijn meerdere soorten:
1. Kleine gebonden polaronen
2. Grote (niet gebonden) polaronen
3. Bipolaronen

Waarschijnlijk spelen bipolaronen, tezamen met het Jahn-Teller-effect, een rol in de hogetemperatuursupergeleiding.